# Vipera dinniki
Vipera dinniki là một loài rắn trong họ Rắn lục. Loài này được Nikolsky mô tả khoa học đầu tiên năm 1913.
Đây là loài đặc hữu dãy núi Kavkaz, một phần Nga, Gruzia, và Azerbaijan. Không có phân loài nào được công nhận.
Tên loài (dinniki), được đặt để vinh danh nhà nghiên cứu bò sát Nga Nikolai Yakovlevich Dinnik.

## Mô tả
Trong số 49 mẫu vật được Orlov và Tuniyev (1990) nghiên số, 29 là đực, con đực dài nhất đạt 41,2 cm (16,2 in) toàn cơ thể. 20 con cái còn lại, con dài nhất 48,6 cm (19,1 in).